# 恐懼大街2：1978
是一部2021年上映的美國青年砍殺電影，由雷·賈尼亞克（英語：Leigh Janiak）執導，劇本由雷·賈尼亞克（英語：Leigh Janiak）和扎克·奧爾克維奇（英語：Zak Olkewicz）共同編劇，取材自菲爾·格拉齊阿迪（英語：Phil Graziadei），扎克·奧爾克維奇（英語：Zak Olkewicz）和雷·賈尼亞克（英語：Leigh Janiak）共同創作的原始故事。根據R·L·斯坦的同名書籍系列《恐怖大街》，這部電影定於2021年7月9日作為《恐懼街三部曲》的第二部發行，為Netflix獨家電影。

## 選角
2019年4月，吉利安·雅各布斯，莎蒂·辛克，艾蜜莉·路德和麥凱布·史萊（英語：McCabe Slye）加入了演員陣容。

## 發行
這部電影原定於2020年6月發行，但由於COVID-19大流行而被推遲了。2020年4月，切爾寧娛樂終止了與20世紀福斯的發行協議，並與Netflix達成了協議。
到2020年8月，Netflix憑藉2021年中期的所有三部電影的發行日期策略，獲得了《恐懼街三部曲》的發行權。

## 外部連結
- 互联网电影数据库（IMDb）上《恐懼大街2：1978》的资料（英文）